# 런치패드 (미디 컨트롤러)
런치패드(Launchpad)는 Novation에서 만들어진 Ableton Live의 공식 미디 컨트롤러이다.
패드로만 이루어진 간단한 구성이지만 Ableton Live의 거의 모든 기능들을 사용할 수 있으며 기능이 제한 되기는 하지만 큐베이스, 로직 등의 타 DAW에서도 사용이 가능하다.
한국에서는 유튜브 등의 대중매체에서의 화려한 퍼포먼스 영상으로 한때 인기를 끌었지만 실상 Ableton Live의 고급 기능들을 사용해야지만 연출할 수 있기 때문에 수요가 떨어져서 중고로 많은 런치패드가 나와있다.